# Acacia cuernavacana
Acacia cuernavacana é uma espécie de leguminosa do gênero Acacia, pertencente à família Fabaceae.